# 美的グループ
美的グループ（びてきグループ、美的集団〈びてきしゅうだん〉、中国語: 美的集团股份有限公司、英語: Midea Group Co.,Ltd.）は、中華人民共和国の電機メーカーグループ。エアコン、冷蔵庫、電子レンジなどの生活家電を製造販売している。日本国内では「びてきしゅうだん（グループ）」「ミデアグループ」「マイディアグループ」などと呼称が分かれ統一されていない。
同族経営であり、2019年の「グローバル・ファミリー企業500社ランキング」で36位にランクインしている。

## 概説
1968年に何享健により順徳区の街道居民委員会の住民23名が共同で5000元出資し創業。当初の社名は「北公社プラスチック加工組（北公社塑料加工组）」で薬用のガラス瓶とプラスチック製蓋、後に自動車のブレーキバルブ、ディーゼルエンジンの製造をした。1980年に電気扇風機の製造を開始し、1981年から「美的（ミデア）」を商標登録し、使用し始める。1993年には深圳証券取引所に上場。その後、日本の東芝、三洋電機、アメリカのキヤリアなど外資と合弁を組み製品の多様化を推進する。白物家電のシェアでは2016年時点でハイアールに次ぐ世界第2位である。
1999年には中国馳名商標に選ばれている。2007年にはベトナムにて初めて生産拠点を立ち上げ、その後2008年にロシア、2010年にエジプト、2011年にブラジル、アルゼンチン、2012年にインドに生産拠点を立ち上げている。
2012年8月27日、創立者の何享健が会長を退任し、方洪波が美的グループ会長に就任した。
2014年12月14日、小米科技は美的グループに12億6000元（約240億円）出資し、発行済み株式総数の1.29％を取得したと明らかにした。なお、美的は2014年4月にアリババと共同でスマートエアコンを発売し、2014年末には京東集団と戦略的協力を展開している。
2015年4月13日、美的は東京都内でIH炊飯器「鼎沸(ディンフー) MB-FZ4086」のリリース発表を行った。日本ではまず通販サイトで売り出し、家電量販店のラオックスなどでの販売も検討する。2015年中に世界で約10万台の販売を目指す予定。
2016年6月30日、美的は同年3月30日に合意していた東芝の創業以来の基幹事業である白物家電事業の買収を完了した。
2016年6月、ロボット世界大手の1つクーカは美的の買収提案を受け入れ、筆頭株主のフォイトと大株主のフリードヘルム・ローも全ての保有株を美的に売却し、株式公開買付けは同年8月3日に終了して美的は2回のTOBでクーカの株を94.55％も取得に成功、同年8月17日にはドイツ政府は「買収は安全保障に危険は及ぼさない」として不介入を表明した。同年12月31日にはアメリカ合衆国政府からも認可されたことで買収承認手続きを完了した。2015年からは同じロボット大手の1つ日本の安川電機と2つの合弁会社を持っており、クーカ買収後も両社は提携を続け、医療・介護ロボットの開発や販売で提携している。

## 主な事業と製品

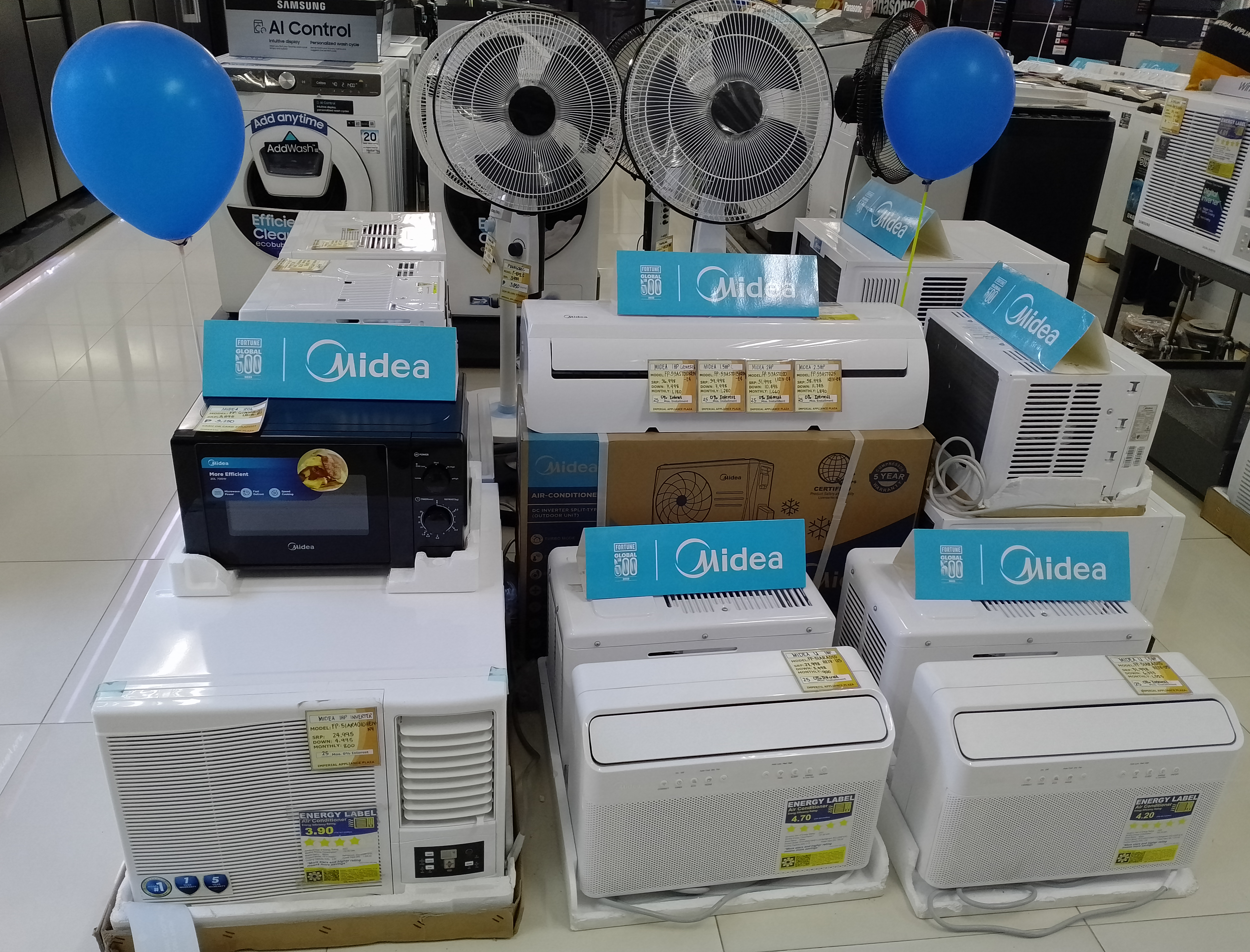
美的の商品

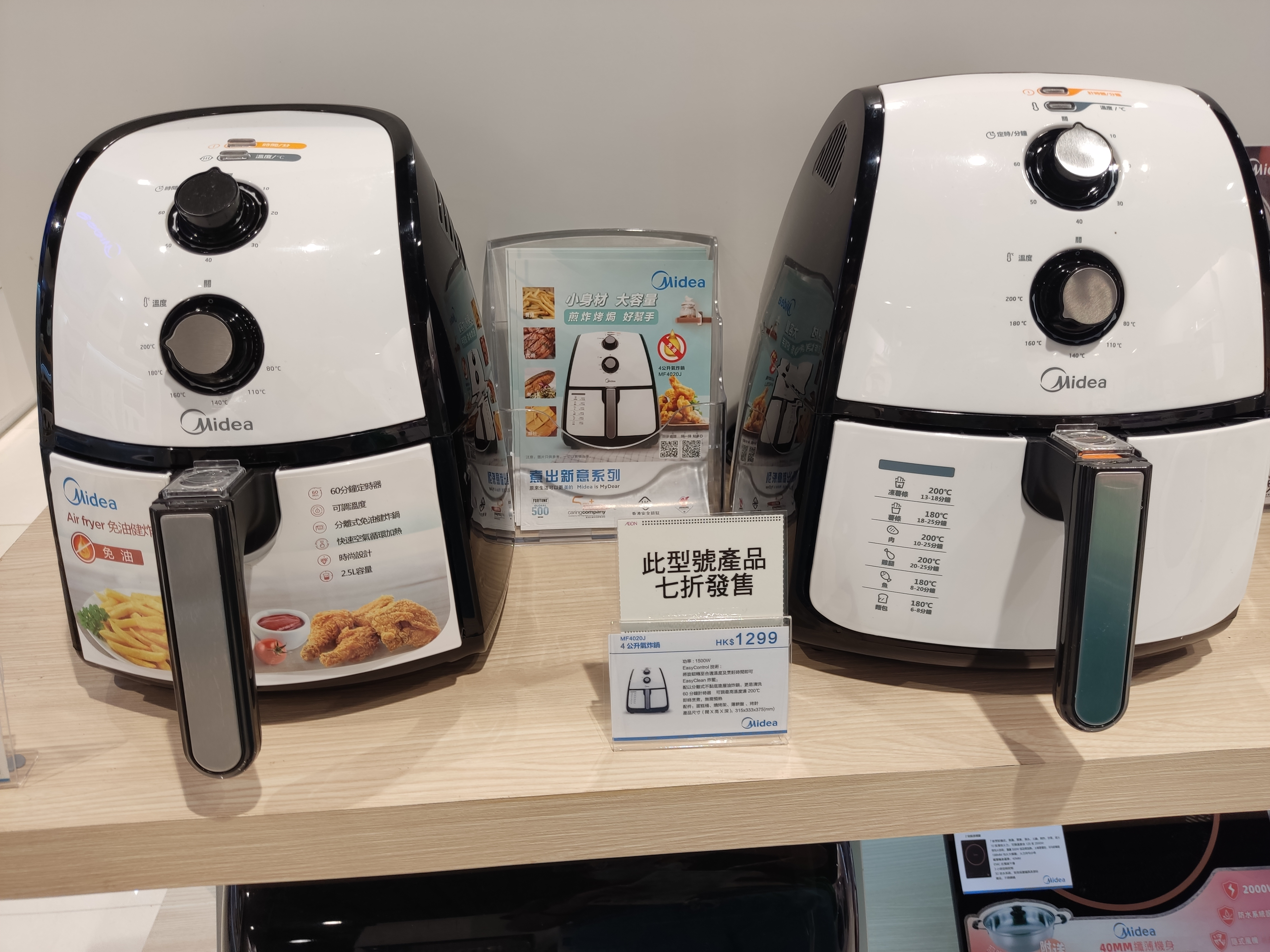
美的の商品

### 制冷家電集団
- 冷蔵庫
- 空気調和設備
- 洗濯機

### 日用家電集団
- 炊飯器
- 電気圧力鍋
- 火鍋
- 空気清浄機
- ホームベーカリー
- 給湯器
- レンジフード

### 機電集団
- 電機

### 地産発展集団
- 不動産

## 関連会社
- クーカ
- 東芝ライフスタイル
- 東芝ホームテクノ
- 東芝コンシューママーケティング